# キャラクターショー

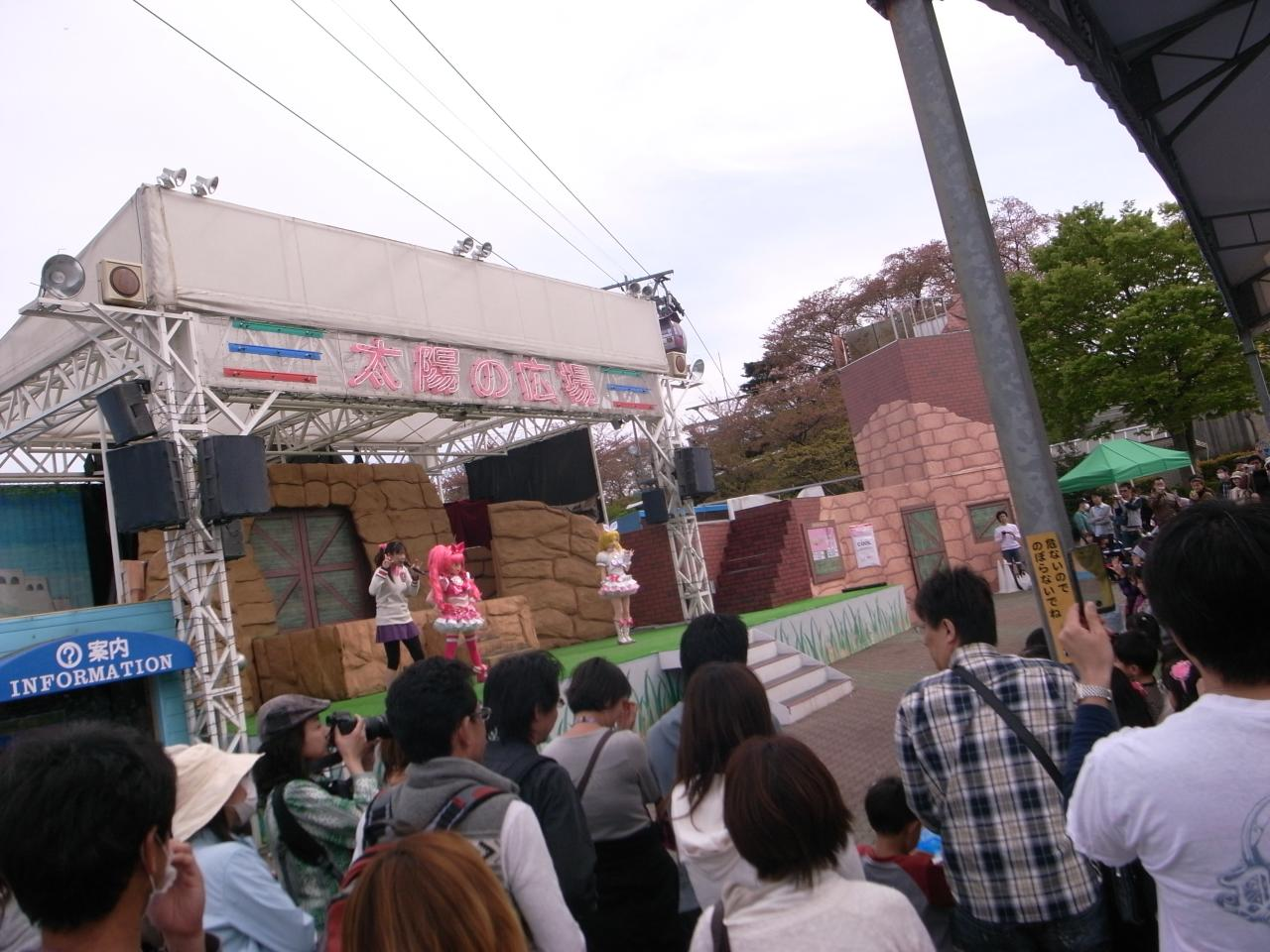
スイートプリキュア♪（2011年、よみうりランド「太陽の広場」）

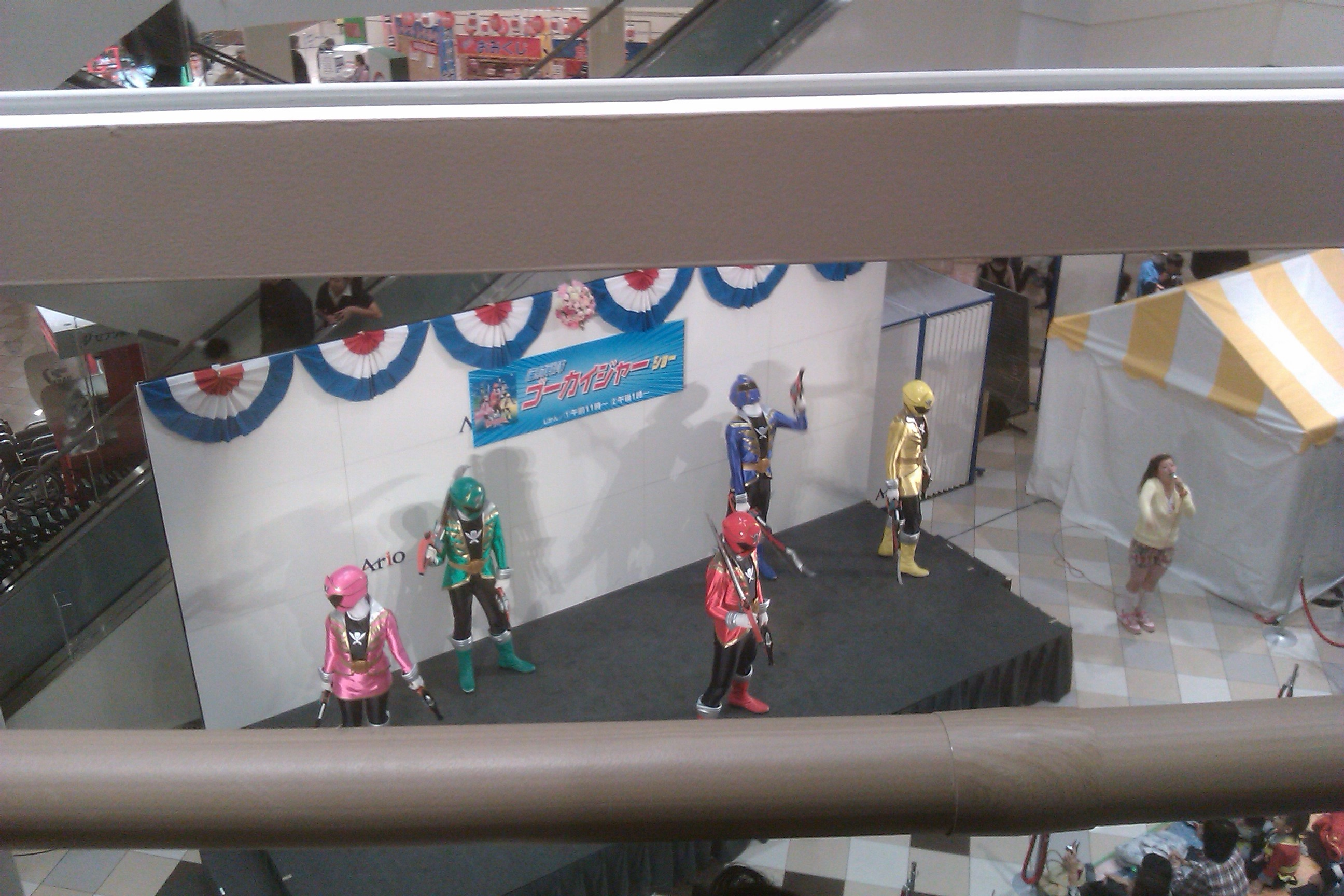
海賊戦隊ゴーカイジャー（2011年）

キャラクターショーは、遊園地やデパート、イベントなどでアニメ・特撮などのキャラクターの着ぐるみを着用して行なわれる催し物のこと。アトラクションショーとも呼ばれ、特に男児向け特撮番組のショーをヒーローショーまたはアクションショーと呼ぶ。

## 概要
基本的には現在進行形でメディア展開中のものから、既にメディア展開が終了した作品のキャラクターまで幅広くショーは行われている。着ぐるみやスーツの肉弾戦主体のアクションとなる為、キャラクターの原作に設定上存在する魔法や光線等の必殺技等は発射ポーズや呪文を唱える程度で後は効果音や照明によるステージで出来る演出等で補う。また基本的に地方の行楽地のショーや既に作品展開終了済みの作品ほど公式の認可が緩慢になるのか作品設定はあいまいになる傾向があり、原作で憎しみあっていた主役側と悪役側が最終的には和解する、人語を解さない怪獣が喋る、版権元の違う作品同士のキャラクターの共演シナリオ等のアドリブも行われる。またキャラクターとの握手や写真撮影等、ショーが終わった後の観客へのサービス（キャラクターグリーティング）も行われることがある。
入場料のみの無料か、それとは別に払う有料がある。

## 歴史
メディア展開と連動したキャラクターショーは、映画宣伝のための展示会などを前身としている。1950年代に映画『ゴジラの逆襲』『ブルーバ』などで子供を招いてのイベントが開催され、1964年に映画『三大怪獣 地球最大の決戦』の宣伝でゴジラが東京・大阪・名古屋を巡業したのがキャラクターショーの先駆けとされる。
円谷皐によると、円谷プロにとってのキャラクターショーの起源は1967年（昭和42年）9月10日～10月22日に福島県会津若松市の若松城（鶴ヶ城）で開催された会津博覧会の怪獣館という展示である。このイベントで、怪獣の着ぐるみが集客のために会場内を回っていた時、怪獣館の隣の自衛隊の展示ブースから自衛隊員が（おそらく暇つぶしのため）怪獣に戦いを挑んできた。周りの子供や大人は大変興奮して、円谷皐も即興で司会をしたが、自衛隊員は負けてしまった。そこで円谷皐が「ウルトラマンを呼ぼう!」と叫び、観客と一緒に「ウルトラマーン!」と叫ぶとウルトラマンが現れ、怪獣を倒し、周囲は興奮の渦に包まれたというハプニングからショーをすることを思いついたという。なお、1972年（昭和47年）の時点では円谷プロには120体の怪獣ショー用の着ぐるみがあり、それが何組にも分かれて日本中に派遣されていたとのこと。
スーパーマーケット、ショッピングモール、デパート、百貨店等の商業施設におけるキャラクターショーは、1970年（昭和45年）9月に、神奈川県横浜市旭区二俣川にかつて所在した、相模鉄道二俣川駅南口の駅ビル「二俣川グリーングリーン」の開業を記念して開催された、『タイガーマスク』ショーが日本初の事例とされる。
1971年（昭和46年）からは、『仮面ライダー』の人気に伴い後楽園球場に隣接した後楽園遊園地（東京ドームシティアトラクションズの前身）で東映作品の特撮のキャラクターショーを継続的に行われ現在に至る。

## ショーを行なっている主な遊園地、イベント
- 東京ドームシティアトラクションズ（旧後楽園ゆうえんち）
  - 常設のステージを有し、現在は主にスーパー戦隊シリーズのアトラクションショーを年間を通じて公演している。公演日は基本的に毎週土日と祝日で、春休み・ゴールデンウィーク・夏休み・冬休みなどの期間中は毎日公演を行なっている。
  - 公演ステージは、「野外劇場」→「スカイシアター」（屋外）→「シアターGロッソ」（屋内）と変遷している[1]。
  - 2011年1月30日の事故による営業休止を受け、同年2・3月分の公演は中止。4月2日からの『海賊戦隊ゴーカイジャー』ショーから再開している。
  - 東京ドームシティ内のプリズムホールでもキャラクターショーや関連するイベントが行われる。
- サンシャインシティ（サンシャイン劇場）
  - サンシャイン60をシンボルに周辺に存在するイベントランド。サンシャイン劇場では1989年から毎年夏休みに『ウルトラマンフェスティバル』が行われており、それ以外にもワールドインポートマート内の展示場施設を含めて各種キャラクターショーや関連するイベントが行われている。
- よみうりランド
  - 読売新聞グループ傘下の遊園地。キャラクターショーの他にも、各種多数のイベントも行われている。
- グリーンランド
  - 毎年、子ども博春催事として3月中旬ごろから6月中旬ごろにかけて、巨大ステージでの大規模なショーが公演されている。キャラクターは基本的に固定されていないが、主に仮面ライダーシリーズがメインとなっている。年によっては約100日間に及ぶ公演が毎日行われており、同施設の目玉にもなっている。
- ひらかたパーク
- 東映太秦映画村
- 北海道グリーンランド
- 和歌山マリーナシティ
- 世界各地の祭り、スーパーマーケット、デパート、ショッピングモール、百貨店、ステージ、劇場、住宅展示場、競馬場など公営競技の競技施設
- 新歌舞伎座 (大阪)
  - 1995年8月、東映株式会社の主催により、『超力戦隊オーレンジャー』が座長を務め、『これまでのヒーローの歴史の集大成』をテーマとした、同劇場としては異例となるヒーローショー形式の1ヶ月公演『スーパーヒーローフェスティバル』が特別興行と銘打たれて行われた。内容は、第1幕が3D立体映画『仮面ライダーワールド』『スーパー戦隊ワールド』、『東映ヒーローワールド』の上映、第2幕がうたのおにいさん（演:大倉正丈（こおろぎ'73の元メンバー、本公演への出演を最後に歌手活動を停止し、芸能界引退））、うたのおねえさん（演:石田燿子、尚大倉、石田共にNHK『おかあさんといっしょ』の出演者ではない（尚オーレンジャーの主題歌は当時現役で『おかあさんといっしょ』のうたのおにいさんを務めていた速水けんたろうが担当していた。）。）による『テレビヒーローヒットソングショー』、第3幕が『重甲ビーファイター』、『仮面ライダーBLACK RX』、『仮面ライダーZO』、『仮面ライダーJ』、ニンジャレッド（『忍者戦隊カクレンジャー』）、シャドームーン（『仮面ライダーBLACK』）（何れもジャパンアクションクラブ（JAC、現:ジャパンアクションエンタープライズ（JAE））と、関西に在籍するアクションチームから選抜されたエリートメンバー（尚、オーレンジャー、ビーファイターは場合によっては横山一敏、高岩成二ら実際に当時テレビで同役を演じていたスーツアクターが特別出演という形で担当した回もあり、仮面ライダーJも実際に映画で同役を演じていた岡元次郎が担当し、仮面ライダーBLACK RX、シャドームーン、仮面ライダーZO、ニンジャレッドに関しては関西に在籍するアクションチームのメンバーが演じた。）が、この公演の為だけの特別な合同チームを結成し、スーツアクターとして出演。）との共演による、『スーパーヒーローショー』（案内役として『超獣戦隊ライブマン』に登場するサポートアンドロイド、コロンも出演、またBGMは同作や『仮面ライダーBLACK』、『仮面ライダーZO』、『超力戦隊オーレンジャー』、『重甲ビーファイター』の劇伴BGMを多く使用）、及び全演目終了後のカーテンコール（『超力戦隊オーレンジャー』の主題歌『オーレ!オーレンジャー』を出演者、観客全員で歌唱）。